# Pamana
Pamana (Ndana, Pulau Dana, Dona,) ist eine unbewohnte, indonesische Insel im Timorarchipel (Kleine Sundainseln).

## Geographie

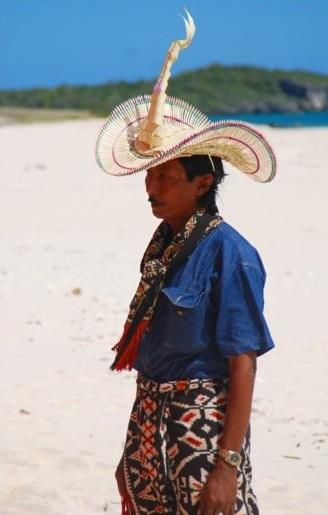
Der Raja von West-Roti auf Pamana

Pamana liegt vor der Südwestspitze der Insel Roti. Nördlich liegt außerdem die kleine Insel Helihana. Die 14 km² große Insel gilt als der südlichste Punkt Indonesiens und damit Asiens. Sie gehört zum Regierungsbezirk (Kabupaten) Rote Ndao in der Provinz Ost-Nusa Tenggara.
Die flache Insel ist trocken. Das einzige Wasserloch im Inneren der Insel ist mit 7,5 Promille sehr salzhaltig.

## Fauna und Flora
Neben einigen Hirschen gibt es zahlreiche Vogelarten auf Pamana. Außerdem legen Meeresschildkröten am Strand ihre Eier ab. Für die Hirsche wurde die Insel zu einem Wildschutzgebiet erklärt.

## Geschichte
Nach lokalen Überlieferungen wurde die gesamte Bevölkerung Pamanas bei einer Vergeltungsaktion im 17. Jahrhundert ermordet. Der kleine See der Insel soll vom Blut rot gefärbt gewesen sein.